# Twój Vincent
Twój Vincent (ang. Loving Vincent) – polsko-brytyjski pełnometrażowy film animowany zrealizowany techniką malarską z 2017 roku, w reżyserii Doroty Kobieli i Hugh Welchmana. Scenariusz został stworzony przez oboje wspomnianych twórców we współpracy z poetą i prozaikiem Jackiem Dehnelem. Fabuła oparta jest na historii życia i śmierci malarza Vincenta van Gogha.
Twój Vincent otrzymał nominację do Złotych Globów dla najlepszego pełnometrażowego filmu animowanego, rywalizację o statuetkę przegrał z filmem Coco. W styczniu 2018 roku film został nominowany do Oscara w kategorii Najlepszy pełnometrażowy film animowany. Twój Vincent otrzymał Europejską Nagrodę Filmową dla najlepszego filmu animowanego.

## Fabuła
Fabuła filmu opowiada burzliwe koleje losu artysty i jego tragiczną śmierć. Jest osnuta na kanwie jego obrazów, a narracja jest prowadzona przez znajomych malarza – postacie występujące na jego portretach. Film skupia się na tajemniczych okolicznościach śmierci Vincenta, syn jego przyjaciela – Armand Roulin próbuje dostarczyć list napisany przez van Gogha jego rodzinie, docierając do kolejnych znajomych malarza odkrywa historie kryjące się za jego śmiercią. Fakty z życia van Gogha zostały ustalone m.in. na podstawie 800 napisanych przez niego listów.

## Obsada
Głosów animowanym postaciom użyczyli aktorzy:
- Douglas Booth jako Armand Roulin
- Jerome Flynn jako doktor Paul Gachet
- Robert Gulaczyk jako Vincent van Gogh
- Helen McCrory jako Louise Chevalier
- Chris O’Dowd jako listonosz Joseph Roulin
- Saoirse Ronan jako Margaret Gachet
- John Sessions jako „Ojciec” Tanguy
- Eleanor Tomlinson jako Adeline Ravoux
- Aidan Turner jako wioślarz
- Josh Burdett jako żuaw
- Holly Earl jako La Mousmé
- Robin Hodges jako podporucznik Paul-Eugène Milliet
- Joe Stuckey jako wiejski głupek
- James Greene jako starzec
- Martin Herdman jako żandarm Rigaumon
- Bill Thomas jako doktor Mazery
- Piotr Pamuła jako Paul Gauguin
- Cezary Łukaszewicz jako Theo van Gogh
- Bożena Bryzek jako Jo van Gogh-Bonger
- Przemysław Furdak jako Émile Bernard
- Adam Pabudziński jako Henri de Toulouse-Lautrec
- Graham Pavey jako pan Ravoux
- Nina Supranionek jako Germaine Ravoux
- Marcin Sosiński jako René Secretan
- Shaun Newnham jako właściciel nocnej kawiarni

## Produkcja
Film wyreżyserowali Dorota Kobiela (malarka i reżyserka) oraz Hugh Welchman (brytyjski producent filmowy znany z oscarowego filmu Piotruś i Wilk). Welchman był również zaangażowany w realizację pełnometrażowego filmu Magiczny fortepian (2011), będącego połączeniem nowoczesnej animacji ze zdjęciami aktorskimi i inspirowanego postacią polskiego kompozytora Fryderyka Chopina.
Twój Vincent jest pierwszą na świecie pełnometrażową animacją malarską. Film złożony jest z około 65 000 obrazów malowanych farbą olejną na płótnie, wykonanych w ciągu 7 lat przez przeszło 100 malarzy polskich i zagranicznych techniką wiernie naśladującą twórczość van Gogha. Na jedną sekundę filmu przypada 12 obrazów. Animowane postaci, opowiadające o życiu artysty są jednocześnie bohaterami jego własnych obrazów, których przeszło 120 zostało wkomponowanych w kadry filmu. Obrazy składające się na film powstawały w pracowniach w Gdańsku, Wrocławiu i Atenach, natomiast zdjęcia aktorskie realizowane były we Wrocławiu i Londynie.
Film został sfinansowany m.in. przez Polski Instytut Sztuki Filmowej oraz użytkowników portalu Kickstarter. Koproducentami filmu byli Odra-Film i Centrum Technologii Audiowizualnych we Wrocławiu.

## Odbiór
Film zdobył przychylne oceny krytyków, którzy chwalili warstwę techniczną, lecz krytykowali scenariusz. Piotr Czerkawski z serwisu Filmweb w swojej recenzji napisał, że „rezygnacja z wpisania w życiorys Van Gogha większości towarzyszących mu kontrowersji stanowiła, oczywiście, pewne ryzyko. Wraz z nimi film o artyście byłby zapewne uczciwszy, pełniejszy i bardziej wyrazisty”. Marcin Drążczyk na swoim blogu wystawił ocenę dobrą, twierdząc, że „tego filmu nie powinno się oceniać przez pryzmat fabuły – jego się chłonie obrazami. Audiowizualnie ten film to naprawdę ciekawe przeżycie filmowe”. Kristin Smith z serwisu Plugged In pochwaliła scenariusz, pisząc, że „zręcznie bada różne perspektywy pytań, które krążą wokół śmierci Vincenta van Gogha”.